# الأمريكيون في قطر
يشكل الأميركيون في قطر مجتمعًا مهاجرًا كبيرًا بلغ عددهم حوالي 3800 نسمة في عام 1999. وفي السنوات الأخيرة، تضاعف هذا الرقم إلى أكثر من الضعف، وتشير تقديرات مختلفة الآن إلى أن عدد الأميركيين في قطر يصل إلى 15 ألفاً. يميل معظم الأميركيين المقيمين في البلاد إلى التواجد في العاصمة الدوحة، وينجذبون إلى حد كبير إلى الحوافز المعفاة من الضرائب التي توفرها الدولة الخليجية. يدير المغتربون الأمريكيون عددًا من المنظمات المجتمعية واللقاءات واللقاءات. هناك أيضًا العديد من المدارس الأمريكية في جميع أنحاء قطر، والتي تتكون غالبًا من مدرسين وطلاب أمريكيين.

## الوجود العسكري
يعود الوجود العسكري الأمريكي في قطر إلى تسعينيات القرن الماضي، حينما تعزز التعاون الدفاعي بين البلدين بعد حرب الخليج الثانية. وتُعد قاعدة العديد الجوية الواقعة قرب العاصمة الدوحة أكبر قاعدة عسكرية أمريكية في منطقة الشرق الأوسط، وتستضيف نحو 10,000 جندي أمريكي، فضلاً عن عدة طائرات وسفن عسكرية. تعد القاعدة مركزاً مهماً للعمليات الأمريكية في المنطقة، حيث تُستخدم لدعم مهام عسكرية واستخباراتية ولوجستية في كل من العراق وسوريا وأفغانستان.

## الاستثمار
بحسب غرفة قطر يوجد أكثر من 400 شركة امريكية تعمل في السوق القطري ومسجلة في غرفة قطر من بينها 40 شركة برأس مال امريكي 100%، وباقي الشركات بشراكة قطرية امريكية، وتعمل هذه الشركات في قطاعات اقتصادية مختلفة مثل التجارة والصحة والتعليم والطاقة والصيانة والخدمات والضيافة والعقارات والمقاولات، ونوهت بأن هناك العديد من الاستثمارات القطرية الناجحة في الولايات المتحدة عبر مختلف القطاعات، لا سيما في قطاعات العقارات والضيافة والبنية التحتية.

## التعليم
تشمل المدارس الأمريكية في قطر ما يلي:
- المدرسة الأمريكية في الدوحة
- مدرسة ديبكي الثانوية للمهن الصحية في قطر

## انظر ايضا
العلاقات الأمريكية القطرية